# Werner Wolffheim
Werner Joachim Wolffheim (* 1. August 1877 in Berlin; † 26. Oktober 1930 ebenda) war ein deutscher Jurist, Musikwissenschaftler und Sammler, der sich insbesondere um die Bach-Forschung verdient machte.

## Leben
Nach dem Besuch des Wilhelmsgymnasiums in Berlin studierte er von 1895 bis 1898 Rechtswissenschaften an der Ludwig-Maximilians-Universität München und an der Friedrich-Wilhelms-Universität Berlin, daneben Musikwissenschaft bei Adolf Sandberger und Oskar Fleischer. Ab 1899 war er als Referendar, 1903 als Gerichtsassessor, anschließend als Volljurist bei der Berliner Handelskammer tätig.
1906 wurde er an der Universität Leipzig zum Dr. jur. promoviert. Von 1906 bis 1909 setzte er seine Musikstudien als Schüler bei Hermann Kretzschmar, Johannes Wolf und Wilhelm Klatte fort. Er schrieb Beiträge für die Zeitschrift der Internationalen Musik-Gesellschaft, die Allgemeine Musikzeitung und die Zeitschrift für Ästhetik und allgemeine Kunstwissenschaft. 1913 organisierte er die Musikabteilung des 1. Kongresses für Musikästhetik in Berlin. Er war 2. Vorsitzender des Verbandes Deutscher Musikkritiker und 1. Schriftführer der Gesellschaft für Ästhetik und allgemeine Kunstwissenschaft.
Wolffheim bewohnte ab 1911 eine großzügige Villa in Berlin-Grunewald auf dem Eckgrundstück Jagowstraße 12 / Siemensstraße (heute Richard-Strauss-Straße 12 / Lassenstraße), die er nach Entwurf des Architekten Oskar Kaufmann erbauen ließ. Bereits 1920 musste er das Haus jedoch verkaufen und wohnte später im Haus Johann-Georg-Straße 20 in Berlin-Halensee unweit des Kurfürstendamms – im selben Haus wie der Philosoph Salomo Friedlaender.

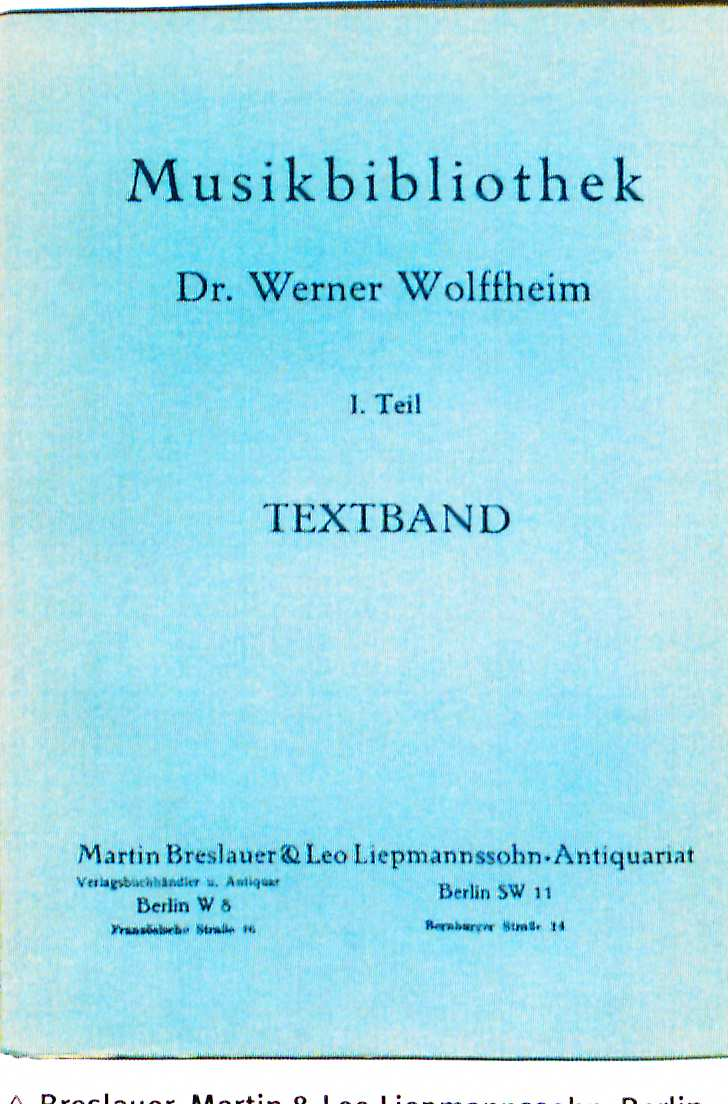
Martin Breslauer, Leo Liepmannssohn: Versteigerungskatalog, Berlin 1928–1929

Außerdem besaß er eine der weltweit bedeutendsten Musikbibliotheken, die er 1928/1929 ebenfalls auflösen und versteigern musste. Etwa 15.000 Bände seiner Sammlung erwarb Paul Hirsch.
Seine letzte Ruhestätte fand er auf dem Südwestkirchhof Stahnsdorf.

## Familie
Er war mit Betty verw. Manheimer geb. Jacoby (* 3. Januar 1859; † 1942 in Berlin) verheiratet, der Witwe des Kaufmanns Ferdinand Manheimer (1851–1905).

## Schriften
- Zum Kauf auf Abruf. (Dissertation) Leipzig 1906.
- Die Möllersche Handschrift. In: Bach-Jahrbuch, Band 9 (1912), S. 42–60.
- (mit H. Springer und M. Schreiber): Miscellanea Musica Bio-bibliographica. Mg. Quellennachweise als Nachträge und Verbesserungen zu Eitners Quellenlexikon. Leipzig 1912–1916.
- Kurzes Verzeichnis der Tabulatur-Drucke in der Bibliothek Dr. W. Wolffheim. Berlin 1921.
- Das Autograph der J. S. Bachschen Hochzeitskantate „Vergnügte Pleißen-Stadt“. In: Hermann Kretzschmar zum siebzigsten Geburtstage, überreicht von Kollegen, Schülern und Freunden. (Festschrift) Peters, Leipzig 1918, S. 180–184.
- Ein unbekannter Canon J. S. Bachs. In: Festschrift für Johannes Wolf zu seinem 60. Geburtstage. Musikwissenschaftliche Beiträge. M. Breslauer, Berlin 1929, S. 217–221. (eingeschränkte Vorschau auf Google Bücher)